# Andriej Rublow (film)
Andriej Rublow (ros. Андрей Рублёв) – radziecki film biograficzny w reżyserii Andrieja Tarkowskiego. Film stanowi cykl nowel powiązanych z postacią Andrieja Rublowa, jego dramatycznymi losami oraz twórczością. Autorami scenariusza byli Andriej Konczałowski oraz sam reżyser. Muzykę skomponował Wiaczesław Owczinnikow. Film ten został poświęcony epoce wyzwoleńczej walki narodu rosyjskiego z najeźdźcami mongolskimi i tatarskimi, a także dziełom wybitnego twórcy obrazów religijnych – Andrieja Rublowa.
Film opowiada o życiu mistyka rosyjskiego, mnicha i pisarza ikon, prawosławnego świętego Andrieja Rublowa.
Jednak „realia średniowiecznej Rusi posłużyły Tarkowskiemu jedynie za osnowę do przedstawienia własnej wizji obecności artysty w otaczającym go świecie”.
Obraz został nagrodzony Syrenką Warszawską jako najlepszy film zagraniczny w 1973 (Lubuskie Lato Filmowe) oraz Nagrodą Międzynarodowej Federacji Krytyki Filmowej na festiwalu w Cannes w 1969.
W roku 1995, w stulecie narodzin kina, obraz Tarkowskiego znalazł się na watykańskiej liście 45 filmów fabularnych, które propagują szczególne wartości religijne, moralne lub artystyczne.

## Obsada
- Anatolij Sołonicyn – Andriej Rublow
- Nikołaj Grińko – Daniel Czarny
- Nikołaj Siergiejew – Teofan Grek
- Nikołaj Burlajew – Boriska
- Iwan Łapikow – Kiriłł
- Jurij Nikulin – Patrikiej
- Jurij Nazarow – Książę Jerzy Dymitrowicz / Wielki Książę Wasyl I
- Rołan Bykow – Skomoroch
- Irma Rausz – Duroczka
- Michaił Kononow – Foma
- Nikołaj Głazkow – Jefim
- Bołot Biejszenalijew(inne języki) – Edygej, Chan Ordy Nogajskiej
- Irina Miroszniczenko – Maria Magdalena